# ダンジョンでお花摘みなんか許しません!!
『ダンジョンでお花摘みなんか許しません!!』（ダンジョンでおはなつみなんかゆるしません）は、はのみどによる日本の漫画作品。『月刊COMICリュウ』（徳間書店）の公式サイトにて、2018年2月より連載開始し、同年7月にサイトがリニューアルされてからも連載が継続され、2021年8月まで連載。本作が作者のはのみどにとって初の連載作品で、初の単行本刊行作品となる。COMITIAの出張編集部に持ち込みをしたことがきっかけとなり、本作が構想されている。冒険者がトイレ（お花摘み）に奮闘する様子を描いた作品。

## あらすじ
ダンジョンを探索する冒険者。到達困難なエルフの聖域「花の妖精郷」に偶然にもたどり着いたことから物語は始まる。第1話では、尿意をもよおした主人公が隠れて「お花摘み」をしようとするが、伝説のエルフに出会う。主人公は隠語で野外で用をたすことを意味する「お花摘み」をしようとしているとエルフに伝える。しかし、エルフは隠語の意味のみならずおしっこという存在を知らず主人公が花を摘み取ろうとしていると勘違いした。そのため、主人公はお花摘みの機会を失うこととなった。

## 登場人物
剣士ちゃん
主人公。C級の冒険者。
魔道士

プリンセス

兵士

エルフ
花の妖精郷に住む。

## 書誌情報
- はのみど『ダンジョンでお花摘みなんか許しません!!』徳間書店〈リュウコミックス〉、全6巻
  1. 2018年10月12日発売[7][8]、ISBN 978-4-19-950652-9
  2. 2019年4月12日発売[9]、ISBN 978-4-19-950675-8
  3. 2019年12月13日発売[10][11]、ISBN 978-4-19-950694-9
  4. 2020年7月13日発売[12][13]、ISBN 978-4-19-950711-3
  5. 2021年3月13日発売[14]、ISBN 978-4-19-950733-5
  6. 2021年10月13日発売[15][16]、ISBN 978-4-19-950757-1